# Quitman, Georgia
Quitman är administrativ huvudort i Brooks County i Georgia. Orten grundades officiellt den 19 december 1859 och fick sitt namn efter John A. Quitman. Enligt 2010 års folkräkning hade Quitman 3 850 invånare.

## Kända personer från Quitman
- Francis Spain, ishockeyspelare